# ウォーレン (ロードアイランド州)
ウォーレン（英: Warren）は、アメリカ合衆国ロードアイランド州のブリストル郡にある町。人口は1万1147人（2020年）。

## 歴史
ウォーレンとなった場所はポカノケットと呼ばれる半島のソワムズというインディアン集落があった場所であり（現在マウント・ホープネックと呼ばれる場所の近く）、1621年にヨーロッパ人のエドワード・ウィンスローとスティーブン・ホプキンスが初めて探検していた。その翌年にはプリマス植民地がソワムズに交易基地を設立した。1623年、ウィンスローとジョン・ハンプデンがワンパノアグ族の酋長マサソイトの命を薬で救い、重要なインディアンとの同盟を確立した。
1636年、セイラムを追放されたロジャー・ウィリアムズがソワムズに逃げてきて、その後プロビデンスに入植するまでマサソイトに匿われた。
インディアン集落の東にイングランド人による恒久的な入植が始まった。1653年、マサソイトとその長男が現在のウォーレンとバーリントン、マサチューセッツ州スワンシー、レホボスの一部を、プリマス植民地の開拓者に売却した。マサソイトの死後、インディアンと開拓者の関係に歪が生じ、1675年にフィリップ王戦争に繋がった。ソワムズのイングランド人開拓地はこの戦争で破壊されたが、その後再建された。
1668年、町はソワムズという名前で公式に法人化された。1691年、プリマス植民地がマサチューセッツ湾植民地と合併した。
1747年、ウォーレンはマサチューセッツからロードアイランド植民地に移管された。町名はイギリス海軍の英雄であり、1745年にルイブールで勝利していたピーター・ウォーレン提督にちなんで名付けられた。1747年の移管のときにバーリントンもウォーレンの町域に含められていたが、1700年に独立した町となった。
18世紀半ば、町は捕鯨の港として知られ、造船が重要な産業になった。アメリカ独立戦争は、ウォーレンの商業的繁栄に強く影響した。1778年にはウォーレンや周辺地域がイギリス軍による襲撃を受けた。
ウォーレンは、1764年にイギリス領ロードアイランドとプロビデンス・プランテーションのカレッジとして設立されたブラウン大学が当初あった場所だった。1765年に最初の学生を受け入れた。この大学は会衆派教会のイェール大学やハーバード大学、長老派教会のプリンストン大学、聖公会教会のペンシルベニア大学やコロンビア大学に対応するバプテストの大学だった。設立当時、宗教の会派によらず全ての学生を受け入れたことでは唯一の大学であり、それは1636年にロジャー・ウィリアムズがロードアイランド植民地を設立したのと同じ原則によっていた。
独立戦争の後の10年間で商業が復活し、19世紀の半ばまでウォーレンの造船所から進水する上質の船で有名になっていた。これらの船の大部分はウォーレンの者が指揮し、ウォーレンの者が乗組員となって操船し、捕鯨、輸送、西インド諸島貿易に携わった。チェイス・アンド・デイビス造船所で建造された船として、1853年のクリッパー船ルックアウト、1853年のクリッパー・バーク船ジェム・オブ・ザ・シー、1854年のクリッパー・バーク船メアリー・オグデンの3隻が著名だった。
19世紀の半ばに捕鯨産業とそれに関わる海洋商業が衰退し、事業資本は繊維製造業に向けられた。ウォーレン初の綿糸工場は1847年のウォーレン・マニュファクチャリング・カンパニーが建設したものだった。南北戦争後の時代に他にも工場が建設され、移民労働者を惹きつけることになった。
現在のウォーレンには、ブラウント・マリーン、ブラウント・シーフード、アンカレッジ Inc. （ダイアー・ボーツ）など海に関わる企業がある。

## 地理
アメリカ合衆国国勢調査局に拠れば、市域全面積は8.6平方マイル (22 km2)であり、このうち陸地6.2平方マイル (16 km2)、水域は2.5平方マイル (6.5 km2)で水域率は28.90%である。ウォーレンはウォーレン川の東岸にあり、バーリントンの対岸にある。南は郡庁所在地のブリストルに接している。

## 人口動態
以下は2000年の国勢調査による人口統計データである。
| 基礎データ - 人口: 11,360 人 - 世帯数: 4,708 世帯 - 家族数: 2,994 家族 - 人口密度: 713.2人/km2（1,845.8 人/mi2） - 住居数: 4,977 軒 - 住居密度: 312.5軒/km2（808.7 軒/mi2） 人種別人口構成 - 白人: 96.82% - アフリカン・アメリカン: 0.83% - ネイティブ・アメリカン: 0.23% - アジア人: 0.50% - 太平洋諸島系: 0.04% - その他の人種: 0.29% - 混血: 1.29% - ヒスパニック・ラテン系: 0.93% | 年齢別人口構成 - 18歳未満: 21.6% - 18-24歳: 7.6% - 25-44歳: 30.0% - 45-64歳: 23.0% - 65歳以上: 17.9% - 年齢の中央値: 40歳 - 性比（女性100人あたり男性の人口） - 総人口: 90.4 - 18歳以上: 86.0 世帯と家族（対世帯数） - 18歳未満の子供がいる: 27.4% - 結婚・同居している夫婦: 47.3% - 未婚・離婚・死別女性が世帯主: 12.6% - 非家族世帯: 36.4% - 単身世帯: 30.8% - 65歳以上の老人1人暮らし: 11.7% - 平均構成人数 - 世帯: 2.36人 - 家族: 2.96人 | 収入と家計 - 収入の中央値 - 世帯: 41,285米ドル - 家族: 52,824米ドル - 性別 - 男性: 35,472米ドル - 女性: 27,023米ドル - 人口1人あたり収入: 22,448米ドル - 貧困線以下 - 対人口: 7.3% - 対家族数: 5.2% - 18歳未満: 8.1% - 65歳以上: 10.4% |

## 著名な場所と歴史的な場所
- ウォーレン・ユナイテッド・メソジスト教会と牧師館
- ウォーレン・ウォーターフロント歴史地区